# Thales Group
Die Thales Group  mit Sitz in Paris ist ein französischer börsennotierter Elektronikkonzern mit Aktivitäten in Militärtechnik, Luft- und Raumfahrt und Sicherheit. Vor dem Jahr 2000 war das Unternehmen als Thomson-CSF bekannt.

## Konzern
Weltweit beschäftigt der Konzern rund 77.000 Mitarbeiter in 68 Ländern und hatte 2022 einen Umsatz von 23,551 Milliarden Euro.
Mehr als die Hälfte seiner Mitarbeiter arbeiten außerhalb Frankreichs. Seit Dezember 2014 ist Patrice Caine CEO, unterstützt von Henri Proglio als Chairman. Im Jahr 2020 verteilt sich das Geschäft des Konzerns zu 53 % auf zivile Kunden und zu 47 % auf militärische Kunden (55 % bzw. 45 % im Jahr 2019).
Der Konzern ist maßgeblich beteiligt an internationalen Technologieprogrammen wie dem europäischen Satellitenprogramm Galileo und dem Luftfahrtprogramm SESAR. Thales ist auch Unterzeichner der unverbindlichen Initiative Global Compact der Vereinten Nationen.
Die Hälfte des Jahresumsatzes von 2016 (8,2 Milliarden US-Dollar) entfiel auf Rüstungsgüter. Gemessen am Umsatz war Thales damit das zehntgrößte Rüstungsunternehmen der Welt.
Anteilseigner zum 29. Oktober 2023:
- Französischer Staat 26,06 %
- Dassault Aviation 25,23 %
- Angestellte 3,001 %
- Eigenbesitz 1,559 %

### Struktur
Thales ist in vier Geschäftsfeldern aktiv:
- Aerospace (Luft- und Raumfahrttechnik)
- Ground Transportation (u. a. Eisenbahnsicherungstechnik; bis 2022)
- Defence & Security (Rüstungsindustrie)
- Digital Identity & Security (Datensicherheit, Verschlüsselung, Biometrie)

### Thales in Deutschland

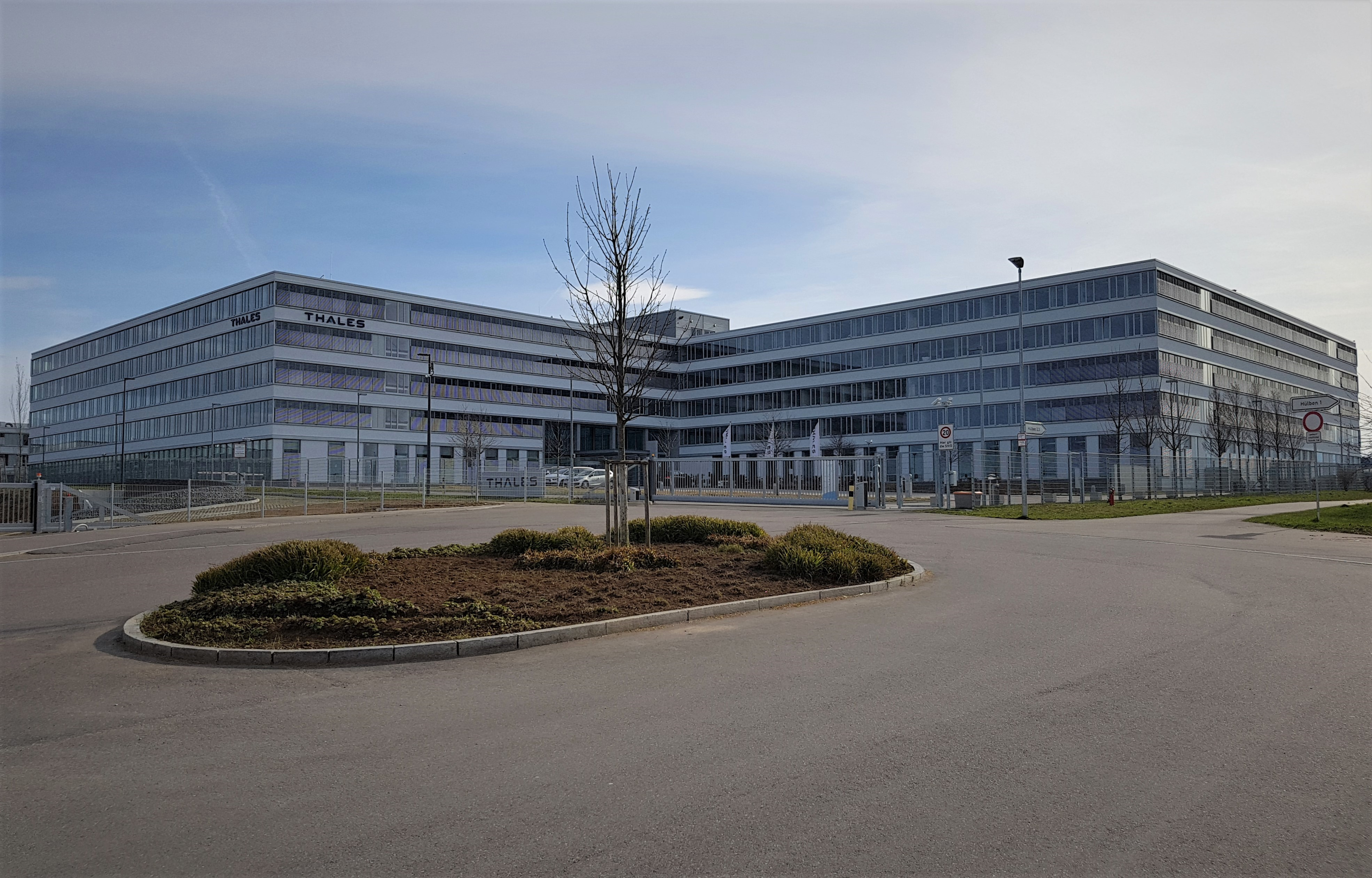
Deutscher Hauptsitz in Ditzingen

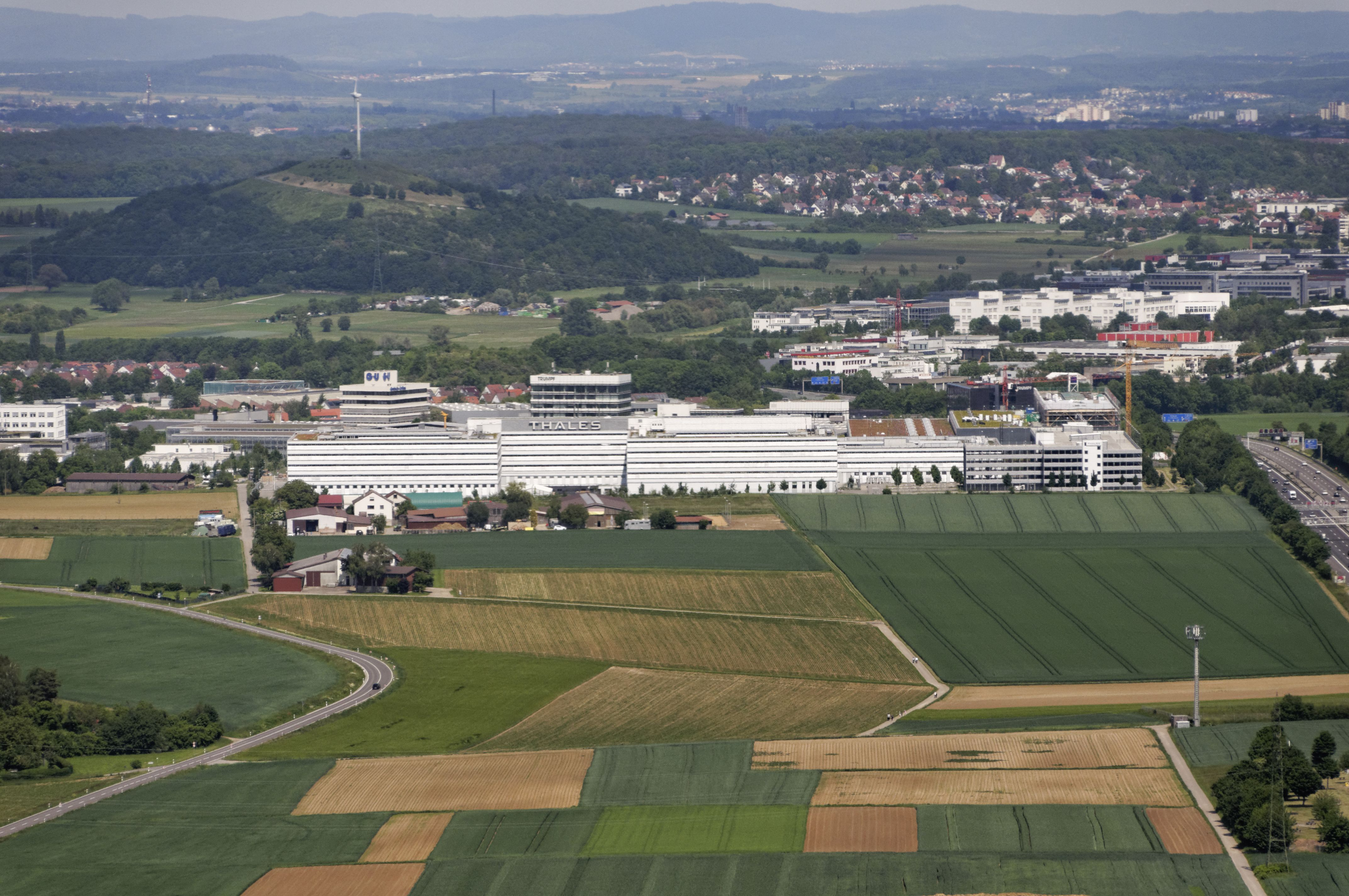
Hauptsitz in Ditzingen von der Südseite

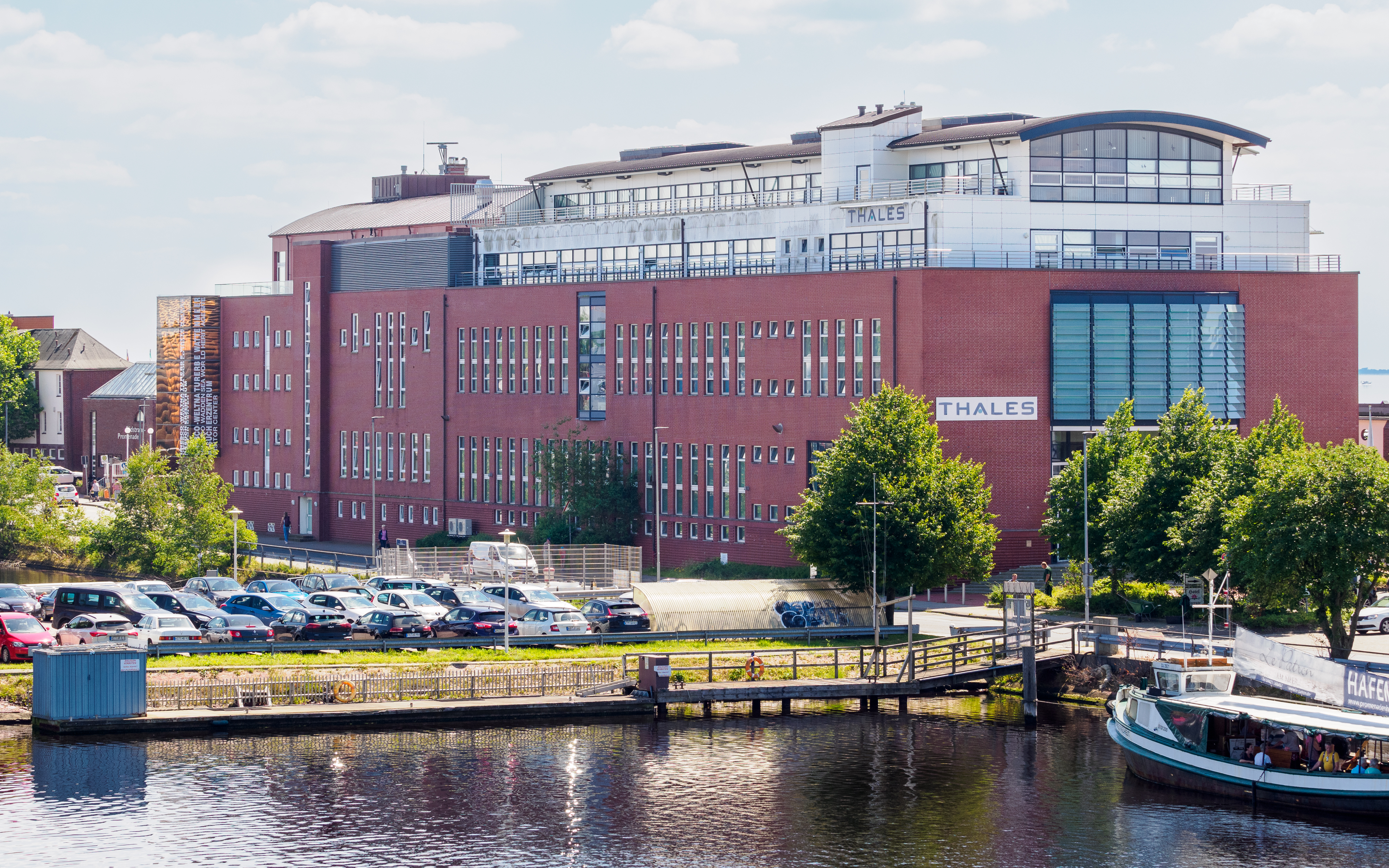
Thales in Wilhelmshaven

Thales Deutschland mit Hauptsitz in Ditzingen gehörte 2021 zu den größten Landesgesellschaften im Thales-Konzern und hat rund 3.900 Beschäftigte an insgesamt zehn Standorten mit eigener Produktion und Entwicklung. Im Jahr 2020 erzielte Thales Deutschland einen Umsatz von rund 1,2 Milliarden Euro (Gemäß International Accounting Standards (IAS) exkl. Joint Ventures). Erhebliche Umsätze generiert Thales Deutschland darüber hinaus über seine Joint-Venture-Beteiligungen.
Im Jahr 2020 erhielt das Unternehmen den Auftrag, die Leit- und Sicherungstechnik der Deutschen Bahn in Stuttgart im Rahmen der Bausteine 1 und 2 des Digitalen Knoten Stuttgarts zu digitalisieren sowie das Führungs- und Waffeneinsatzsystem für die neuen Fregatten der Niedersachsen-Klasse zu liefern und integrieren.

### Thales in Österreich
Thales Austria hat seinen Firmensitz in Wien und beschäftigte etwa 400 Mitarbeiter in den Feldern Raumfahrt, Verteidigung sowie der Stellwerkstechnik, mit einer Beteiligung an der ungarischen Tochter Thales Rail Signaling Solutions Ltd.

### Thales in der Schweiz
Die Thales Suisse in Zürich war mit rund 220 Mitarbeitern im Bereich der Bahnsicherungstechnik sowie im Bereich der militärischen und zivilen Sicherheit tätig. Über die Unternehmenstochter Thales Alenia Space (in Zürich, etwa 75 Mitarbeiter) ist sie außerdem im Weltraumgeschäft aktiv.

### Thales in den Niederlanden

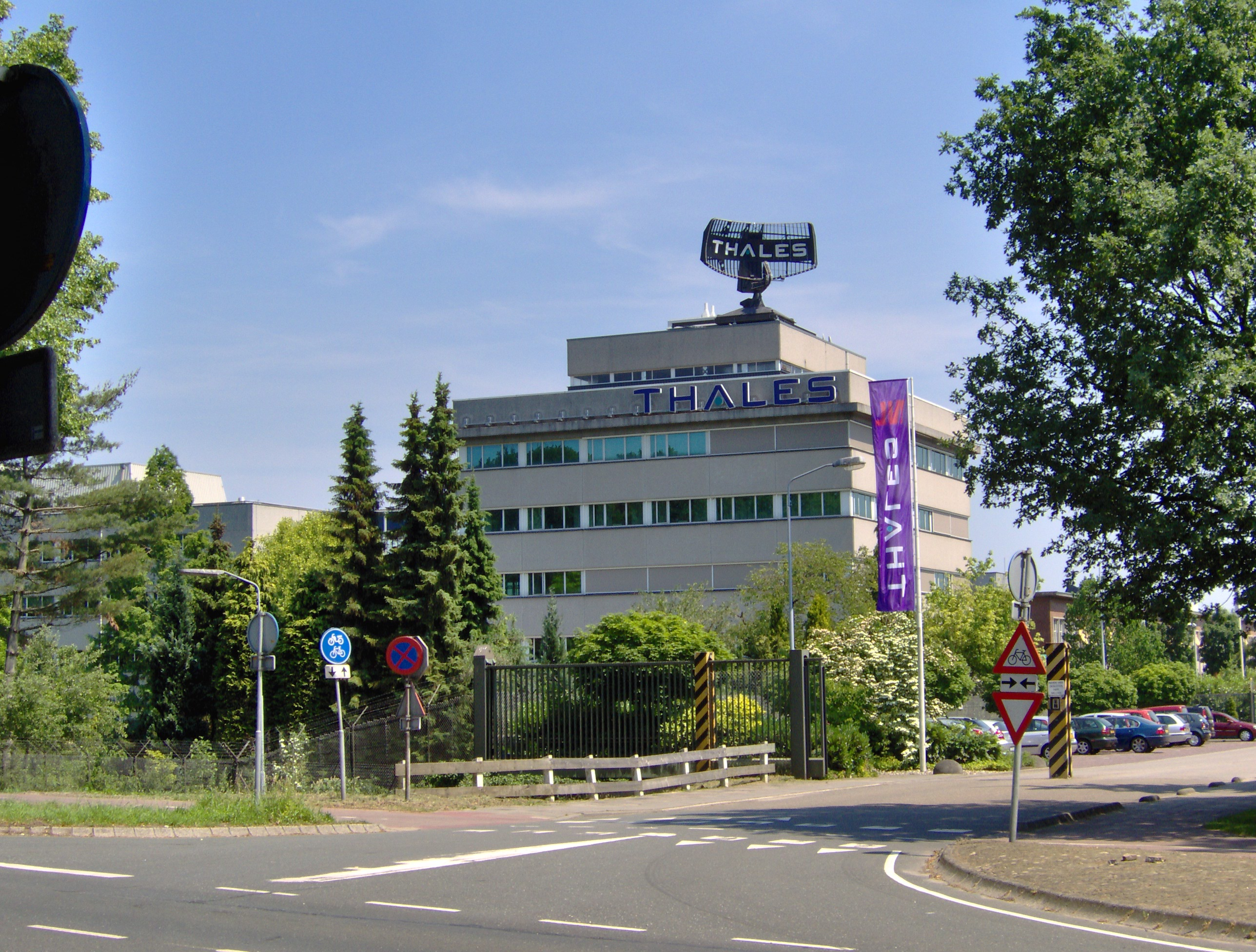
Thales Hengelo

Zur Umgehung der in Deutschland nach Ende des Ersten Weltkriegs im Friedensvertrag von Versailles weitgehend verbotenen Rüstungsgüterproduktion hatte Siemens & Halske in Den Haag die Tarnfirma Internationale Patenthandel (IPATH) gegründet. Diese gründete 1922 gemeinsam mit dem niederländischen Schaltkastenhersteller Floris Hazemeyer in Hengelo die – wirtschaftlich von den Deutschen kontrollierte und auch hauptsächlich von Deutschen geleitete – Hazemeyer's Fabriek van Signaalapparaten. Zweck war die Herstellung von Geschützlafetten mit optomechanischen Feuerleitanlagen für Kriegsschiffe der niederländischen Marine. Nach dem Zweiten Weltkrieg wurde diese verstaatlicht als Hollandse Signaalapparaten (kurz Signaal oder HSA) und später wieder privatisiert, so dass 1956 der niederländische Konzern Philips die Anteilsmehrheit erlangte. 1990 wurde HSA an Thomson-CSF verkauft und umbenannt in Thomson-CSF Signaal. Nachdem Thomson-CSF im Jahr 2000 zu Thales umfirmiert wurde, erhielt das Unternehmen die Bezeichnung Thales Nederland.

## Geschichte
1998 wurden die Rüstungssparten von Alcatel, Dassault Électronique und Thomson-CSF zu einem neuen Unternehmen zusammengelegt, wobei Frankreich die Mehrheitsanteile an diesem Unternehmen hielt. Von 1998 bis 2000 verringerte der französische Staat seine Anteile. Im Juni 2000 übernahm Thomson-CSF das britische Unternehmen Racal, einen der größten englischen Elektronikkonzerne. Schließlich nannte sich Ende 2000 Thomson-CSF in Thales um. 2002 gründen die Thales Group und der französische Schiffbau-Betrieb DCN das Schiffbau-Joint Venture Armaris. 2003 gewann Thales UK gemeinsam mit BAE Systems die Ausschreibung zum Bau der neuen Flugzeugträger der Queen-Elizabeth-Klasse für die britische Royal Navy. Durch den Zukauf einiger Technologiesparten von AEG, Siemens, ABB, Bombardier und anderen Unternehmen ist der Konzern ein Weltkonzern geworden.
In den Jahren 2006/2007, im Zuge der Übernahme des US-amerikanischen Kommunikationskonzerns Lucent durch Alcatel, hat Thales von Alcatel bzw. Alcatel-Lucent die französische Beteiligung an Alcatel Alenia Space (67 %) und Telespazio (33 %) sowie den Bereich der Leit- und Sicherungstechnik für den Schienenverkehr übernommen. Da die Übernahmen durch Aktienanteile finanziert wurden, stieg damit die Beteiligung von Alcatel-Lucent an Thales von 9,46 auf 20,95 Prozent. Im Jahr 2009 übernahm Dassault Aviation diesen Anteil von Alcatel-Lucent. Dassault machte seinen Einfluss geltend und ließ im Mai 2009 den CEO und Chairman des Thales-Konzerns Denis Ranque durch seinen Wunschkandidaten Luc Vigneron, vormals CEO des französischen Technologieunternehmens Nexter, ablösen. Im Dezember 2012 gab Luc Vigneron seinen Posten ab, da ihm der Rückhalt der beiden Hauptanteilseigner fehlte. Ihm folgte der Franzose Jean-Bernard Lévy, ehemaliger Konzernchef von Vivendi.
Die Ende 2017 angekündigte Übernahme des Chipkartenherstellers Gemalto durch die Thales Group wurde am 2. April 2019 abgeschlossen.

Anfang August 2021 kündigten Thales und Hitachi Rail an, in „exklusive Verhandlungen“ über die Übernahme der Thales-Sparte Ground Transportation Systems im Wert von 1,66 Milliarden Euro einzutreten. Thales wolle sich zukünftig auf die drei verbliebenen Sparten konzentrieren und seinen Gewinn (EBIT) damit auf zwölf Prozent des Umsatzes steigern. Bis Dezember 2022 lagen nach Unternehmensangaben zwei Drittel der erforderlichen Genehmigungen vor. Eine Genehmigung der Generaldirektion Wettbewerb der Europäischen Union stand noch aus. Die Übernahme solle nunmehr nicht mehr Anfang 2023, sondern in der zweiten Jahreshälfte 2023 abgeschlossen werden. In einer vorläufigen Einschätzung sah die britische Wettbewerbsbehörde (CMA) Mitte 2023 eine Einschränkung des Wettbewerbs und potenziell höhere Preise, sollte es zu dem Zusammenschluss kommen. Nach Unternehmensangaben lägen inzwischen alle weiteren relevanten Genehmigungen außer jene der EU vor. Hitachi Transportation Systems schlug daraufhin als Abhilfemaßnahme vor, seine bisherigen Geschäfte in Deutschland, Frankreich und Großbritannien abzustoßen. Dieser Teil soll, wie im Januar 2024 bekannt wurde, voraussichtlich an Mermec verkauft werden. Nachdem Hitachi seinen Antrag bei der EU-Kommission aufgrund der geäußerten Wettbewerbsbedenken im November 2022 zurückgezogen hatte, reichte es diesen mit der vorgeschlagenen Abhilfemaßnahme im September 2023 neu ein. Die Kommission stimmte am 30. Oktober 2023 der Übernahme unter Auflagen zu. Die CMA veröffentlichte im am 5. Oktober 2023 ihren Abschlussbericht. Die Übertragung, mit einem Volumen von 1,66 Milliarden Euro, wurde schließlich am 31. Mai 2024 abgeschlossen.